# Thomas Koechlin
Thomas Koechlin (Singapur, 4 de octubre de 1991) es un deportista suizo que compite en piragüismo en la modalidad de eslalon. Ganó una medalla de plata en el Campeonato Europeo de Piragüismo en Eslalon de 2017, en la prueba de C1 individual.

## Palmarés internacional
| Campeonato Europeo | Campeonato Europeo | Campeonato Europeo | Campeonato Europeo |
| Año                | Lugar              | Medalla            | Competición        |
| ------------------ | ------------------ | ------------------ | ------------------ |
| 2017               | Tacen (Eslovenia)  | Medalla de plata   | C1 individual      |